# Bulkterminal
En bulkterminal er et område, der bruges til opbevaring og omlastning af bulkgods.
Typisk ligger sådanne terminaler i en havn, hvor der omlastes mellem skibe og lastbiler eller tog. Alternativt ligger de ved større jernbaner hvor der omlæsses til lastbiler.
Primært håndterer bulkterminalen materialer som sten, kul, korn, vejsalt, jern til oparbejdning, kalk og kunstgødning til landbruget.
En bulkterminal kan variere i størrelse, godstyper og effektivitet fra en lille plads med fem bunker sten og en gummiged til store fabrikslignende områder med siloer, transportbånd, kraner, brovægte og en konstant strøm af lastbiler og evt. togvogne.